# Fabien Barthez
Fabien Alain Barthez (ur. 28 czerwca 1971 w Lavelanet) – francuski piłkarz grający na pozycji bramkarza.
Na początku kariery grał jako obrońca, jednak z czasem zmienił pozycję i zaczął występować jako bramkarz. W reprezentacji zadebiutował 25 maja 1994 w wygranym 1:0 meczu z Australią. W 1998 roku przyczynił się do zdobycia przez reprezentację Francji tytułu Mistrza Świata w piłce nożnej. Dwa lata później zdobył tytuł Mistrza Europy. Z Trójkolorowymi zdobył również Puchar Konfederacji w 2003 roku oraz srebrny medal na Mundialu 2006 w Niemczech. Jest wraz z Peterem Shiltonem współrekordzistą pod względem liczby rozegranych meczów z czystym kontem (po 10 meczów) na Mistrzostwach Świata.
Jego transfer z AS Monaco do Manchester United kosztował 15 mln dolarów.
Grał w następujących klubach: Toulouse FC, AS Monaco, Manchester United, Olympique Marsylia, FC Nantes.
Urodzony w Lavelanet w południowej Francji. Syn Alaina Bartheza, rugbisty w klubie Racing Club de Narbonne Méditerranée.

## Kariera klubowa

### Olympique Marsylia
Barthez zadebiutował w Ligue 1 w barwach Toulouse FC 21 września 1991 w meczu wyjazdowym z AS Nancy, który zakończył się remisem (1:1). Po udanym sezonie 1991/92 został zauważony przez działaczy Olympique Marsylia, z którymi wkrótce podpisał kontrakt. Już w pierwszym sezonie w Marsylii Barthez zdobył pierwsze rozgrywki w swojej karierze: Liga Mistrzów i Ligue 1. Dzięki zwycięstwu w Lidze Mistrzów w 1993 roku został wtedy najmłodszym bramkarzem, który zdobył to trofeum (21 lat, 10 miesięcy i 28 dni). Był nim do 2000 roku, kiedy Iker Casillas zdobył z Realem Madryt Ligę Mistrzów mając 19 lat i 4 dni.

### AS Monaco
W 1995 roku Barthez przeniósł się do AS Monaco, w którym grał do 2000 roku. Podczas pobytu w Monako wygrał z Czerwono-Białymi ligę francuską w 1997 i 2000 roku oraz triumfował w Superpucharze Francji w 1997 roku.

### Manchester United
Po sukcesach na Mundialu 1998, Euro 2000 i w AS Monaco oraz po niespełnieniu oczekiwań przez dotychczasowych bramkarzy Manchesteru United: Marka Bosnicha, Raimonda van der Gouwa i Massimo Taibiego, trener Czerwonych Diabłów, Alex Ferguson szukał następcy wybitnego Petera Schmeichela i idealnym kandydatem do bramki jego zespołu okazał się właśnie francuski bramkarz, który za 15 mln dołączył do zespołu Premier League. W 2001 roku do Manchesteru United dołączył były kolega Bartheza z reprezentacji Laurent Blanc znany z przesądu, że całowanie przez niego łysej głowy Fabiena Bartheza przed meczem ma zapewnić drużynie powodzenie.
Jego pierwszy sezon zakończył się zdobyciem tytułu mistrzowskiego. W marcu 2001 roku, podczas meczu z Leeds United, Barthez celowo sfaulował zawodnika gospodarzy Iana Harte’a na linii sześciu metrów. Sędzia Graham Poll podyktował rzut karny, który wykonywał sam Harte, a potem został obroniony przez Bartheza jedną ręką.
Sezon 2002/2003 w Premiership Barthez zakończył zdobyciem drugiego tytułu mistrza Anglii. 1 grudnia 2002 w wygranym wyjazdowym meczu ligowym z FC Liverpoolem (2:1) Barthez obronił strzał z 30 metrów, oddany przez pomocnika The Reds, Dietmara Hamanna. Po następnych meczach Manchesteru United Barthez był krytykowany za grę w meczu ćwierćfinałowym z Realem Madryt, gdyż dał się pokonać Brazylijczykowi Ronaldo z najbliższej odległości. Ten mecz okazał się ostatnim oficjalnym meczem Bartheza w barwach Czerwonych Diabłów, gdyż trener Alex Ferguson w trzech ostatnich meczach postawił na rezerwowego bramkarza, Roya Carrolla, zaś w Barthez następnym sezonie przegrał rywalizację z Timem Howardem.

### Powrót do Marsylii
W sezonie 2003/2004 w wyniku przybycia na Old Trafford amerykańskiego bramkarza, Tima Howarda, pozycja Bartheza w Manchesterze United zaczęła słabnąć. W związku z tym działacze Czerwonych Diabłów zgodzili się na wypożyczenie francuskiego golkipera do końca sezonu do Olympique Marsylia, w którym Barthez odnosił pierwsze sukcesy w profesjonalnej karierze. Jednak FIFA zablokowała umowę wypożyczenia na podstawie jego nieuzgodnienia w ramach międzynarodowego okienka transferowego. Oba kluby uzgodniły umowę w przerwie zimowej i 1 stycznia 2004 Barthez po prawie 9 lat powrócił na Stade Vélodrome. 27 kwietnia 2004 roku Barthez zgodził się podpisać 2,5-letni kontrakt zaproponowany przez działaczy z Marsylii.

#### Skandal w Casablance
12 lutego 2005 w Casablance podczas meczu towarzyskiego Olympique Marsylia z miejscowym Wydad Casablanca (2:1 dla Marsylczyków), w 80. minucie marokański sędzia Abdellah El Achiri pokazał Barthezowi czerwoną kartkę i nakazał mu opuścić boisko, w wyniku czego wywiązała się bijatyka pomiędzy zawodnikami obu drużyn. Barthez, schodząc z boiska, protestował i opluł sędziego. W wyniku incydentu 21 kwietnia 2005 roku Barthez został ukarany zakazem gry przez sześć miesięcy, z czego trzy miesiące w zawieszeniu. Do gry powrócił 20 października 2005 roku, kiedy Olympique miał wyjazdowy mecz fazy grupowej Pucharu UEFA z obrońcą trofeum, CSKA Moskwa. Mecz zakończył się zwycięstwem Marsylczyków (2:1).

### Odejście na emeryturę
8 sierpnia 2006 roku Barthez ogłosił, że chciałby jeszcze przez co najmniej dwa lata kontynuować karierę w lidze francuskiej. Planował powrót do macierzystego klubu, Toulouse FC, gdzie mógłby być na tyle blisko, by mógł zająć się chorą matką. Zapowiedział również, że jeśli do 31 sierpnia 2006 roku nie znajdzie klubu, zakończy profesjonalną karierę piłkarską. 5 października 2006 roku Barthez potwierdził informację o zakończeniu kariery, komentując swoją decyzję następującymi słowami: Zaczynam nowe życie. Chcę dalej się nim cieszyć, ale już bez futbolu.

### Powrót

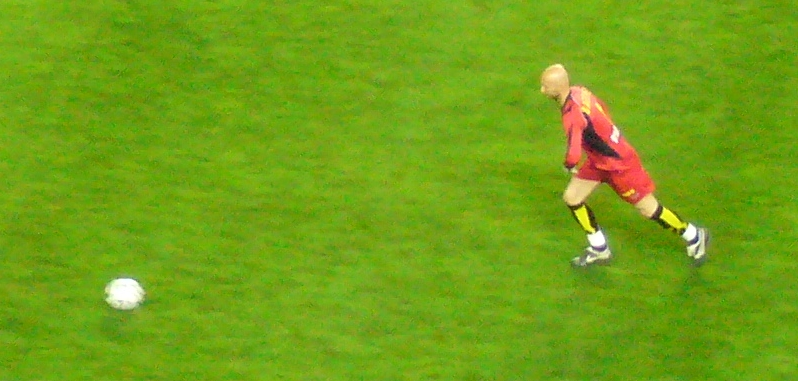
Barthez podczas meczu przeciwko St. Etienne

17 grudnia 2006 roku Fabien Barthez zaledwie trzy miesiące po ogłoszeniu zakończenia kariery niespodziewanie zdecydował się wrócić na boisko, podpisując kontrakt z klubem Ligue 1 FC Nantes, który szukał godnego następcy byłego konkurenta Bartheza w reprezentacji Mickaëla Landreau, który po Mundialu w Niemczech przeniósł do Paris Saint Germain a dotychczasowy golkiper Les Canaris, Vladimir Stojković nie spełnił oczekiwań działaczy klubu.
29 kwietnia 2007 roku po meczu ze Stade Rennais opuścił swój klub – powodem tej decyzji były chuligańskie wybryki kibiców jego drużyny. Samochód Bartheza został uszkodzony, kopano karoserię i próbowano go przewrócić, zawodnik wyskoczył z pojazdu i wywiązała się bójka na pięści. Barthez opuścił swój dom i udał się ze swoją rodziną w nieznanym kierunku, zaś po meczu powiedział: „Nie zagram już w barwach Nantes. Decyzja ta nie ma nic wspólnego z piłką nożną. Nie czuję się tam bezpiecznie, więc lepiej będzie jeśli odejdę”.
Po sezonie 2006/2007 nie grał już w żadnym klubie, a następnie ostatecznie zakończył piłkarska karierę.

## Kariera reprezentacyjna
Debiut Bartheza w drużynie narodowej miał miejsce 26 maja 1994 w japońskim Kobe w meczu z Australią. Mecz zakończył się zwycięstwem Francuzów (1:0) po bramce Érica Cantony. Został powołany przez Aimé Jacqueta na Euro 1996 – Francja dotarła do półfinału – był zmiennikiem pierwszego wówczas bramkarza Trójkolorowych, Bernarda Lamy.

### Mundial 1998
Po aferze dopingowej Bernarda Lamy w 1997 roku Fabien Barthez został pierwszym bramkarzem Tricolores podczas zwycięskiego dla nich Mundialu 1998, których Franuzi byli gospodarzami. Barthez w siedmiu rozegranych meczach puścił tylko dwa gole, co dało mu nagrodę im. Lwa Jaszyna, przeznaczonej dla najlepszego bramkarza mistrzostw świata.
Barthez był znany podczas turnieju również z tego, że jego najbliższy kolega z drużyny Laurent Blanc zawsze przed meczem całował jego łysą głowę, co według Blanca miało przynosić powodzenie podczas meczu. Barthez miał spory udział w zdobyciu przez Francję pierwszego od 20 lat mistrzostwa świata wywalczonego przez gospodarza, kiedy Argentyna wygrała na własnym terenie Mundial 1978. Podczas zwycięskiego meczu finałowego z Brazylią na Stade de France (3:0), Barthez bronił strzały gwiazd Canarinhos. Po tym Mundialu Barthez stał się drugim po Zinedinie Zidanie najpopularniejszym piłkarzem we Francji.

### Euro 2000
Dwa lata po zwycięskim Mundialu Barthez reprezentował Francję podczas również zwycięskich dla nich Euro 2000. Tym samym Francuzi stali się drugim po Niemcach zespołem narodowym, która dzierżyła jednocześnie tytuły mistrza Europy i świata, tyle, że Niemcy zdobyli je w odwrotnej kolejności. Francuscy dziennikarze po Euro 2000 nazwali swoją reprezentację mistrzami wszechświata. Po tym triumfie Trójkolorowi zajęli w 2001 roku pozycję lidera Rankingu FIFA po reformie rankingu przeprowadzonej w 1999 roku i utrzymali ją do zakończenia azjatyckiego mundialu.

### Mundial 2002 i Euro 2004
Stawał również w reprezentacyjnej bramce podczas nieudanego dla Trójkolorowych Mundialu 2002 w Korei i Japonii, w którym swój udział drużyna zakończyła na fazie grupowej i to bez strzelenia bramki. On sam puścił trzy gole. Brał udział w zwycięskim dla Francuzów Pucharze Konfederacji 2003, oraz niezbyt udanym Euro 2004. Barthez na boiskach Portugalii m.in. obronił rzut karny Davida Beckhama podczas meczu z Anglią, który zakończył się zwycięstwem Tricolores po dwóch bramkach Zinedine’a Zidane’a w ostatnich minutach meczu. Ostatecznie Francja ten turniej zakończyła jednak już w ćwierćfinale, w którym przegrała z Grecją (0:1) po bramce Angelosa Charisteasa.

### Mundial 2006
Barthez został również pierwszym bramkarzem kadry podczas Mundialu 2006 rozgrywanych w Niemczech. Został nim po publicznej kampanii i poparciu dublera w osobie Grégory’ego Coupeta. Coupet bronił bramki Francuzów przez większą część eliminacji do niemieckiego mundialu w wyniku dyskwalifikacji Bartheza w kwietniu 2005 roku. Decyzja spotkała się z drwiną w prasie francuskiej, która doprowadziła do odejścia Coupeta z drużyny narodowej przed turniejem, choć dzień później do niej wrócił. Zwolennicy Bartheza decyzję tę argumentowali chęcią pozostawienia w kadrze kilku piłkarzy ze zwycięskiego składu z 1998 roku.
1 lipca 2006 roku we Frankfurcie w ćwierćfinale pokonali głównych kandydatów do tytułu Brazylijczyków (1:0) po bramce Thierry’ego Henry’ego, a Barthez został tym samym jedynym bramkarzem, który nie dał się pokonać Brazylijczykom podczas tych mistrzostw.
Fabien Barthez zachował również czyste konto w półfinale z Portugalią (wygranym 1:0 po bramce Zinedine’a Zidane’a z rzutu karnego).
Barthez bronił bramki Francuzów również 9 lipca 2006 roku na Stadionie Olimpijskim w Berlinie w meczu finałowym z Włochami. W ostatnich 10 minutach dogrywki przejął opaskę kapitana Trójkolorowych po tym, jak dotychczasowy kapitan Zinédine Zidane został wyrzucony przez sędziego Horacio Elizondo z boiska po uderzeniu głową w klatkę piersiową włoskiego obrońcy Marco Materazziego. Ponieważ po 90 minutach utrzymywał się remis, a dogrywka również nie wyłoniła mistrza świata, potrzebne były rzuty, w których Francja przegrała 3-5 po jedynym niecelnym strzale Davida Trezegueta w poprzeczkę bramki Gianluigiego Buffona. Włosi zostali po raz czwarty mistrzami świata, zaś dla Bartheza był to ostatni występ w kadrze narodowej. W sumie w reprezentacji w latach 1994–2006 rozegrał 87 meczów.

## Życie prywatne
Fabien Barthez jest obecnie żonaty. Ma syna, który urodził się w 2003 roku. Występował on w wyścigu WEC LeMans24h w zespole z kategorii LMP2 Panis-Barthez Competition.

## Statystyki
| Klub               | Sezon              | Ligi krajowe | Ligi krajowe | Puchary krajowe | Puchary krajowe | Europejskie Puchary | Europejskie Puchary | Inne    | Inne   | Łącznie | Łącznie |
| Klub               | Sezon              | Występy      | Bramki       | Występy         | Bramki          | Występy             | Bramki              | Występy | Bramki | Występy | Bramki  |
| ------------------ | ------------------ | ------------ | ------------ | --------------- | --------------- | ------------------- | ------------------- | ------- | ------ | ------- | ------- |
| Toulouse FC        | 1990–91            | 0            | 0            | 0               | 0               | 0                   | 0                   | 0       | 0      | 0       | 0       |
| Toulouse FC        | 1991–92            | 26           | 0            | 2               | 0               | 0                   | 0                   | 0       | 0      | 28      | 0       |
| Toulouse FC        | Łącznie            | 26           | 0            | 2               | 0               | 0                   | 0                   | 0       | 0      | 28      | 0       |
| Olympique Marsylia | 1992–93            | 30           | 0            | 0               | 0               | 10                  | 0                   | 0       | 0      | 40      | 0       |
| Olympique Marsylia | 1993–94            | 37           | 0            | 4               | 0               | 4                   | 0                   | 0       | 0      | 45      | 0       |
| Olympique Marsylia | 1994–95            | 39           | 0            | 6               | 0               | 0                   | 0                   | 0       | 0      | 45      | 0       |
| Olympique Marsylia | Łącznie            | 106          | 0            | 10              | 0               | 14                  | 0                   | 0       | 0      | 130     | 0       |
| AS Monaco          | 1995–96            | 21           | 0            | 2               | 0               | 1                   | 0                   | 0       | 0      | 24      | 0       |
| AS Monaco          | 1996–97            | 36           | 0            | 6               | 0               | 10                  | 0                   | 0       | 0      | 52      | 0       |
| AS Monaco          | 1997–98            | 30           | 0            | 12              | 0               | 10                  | 0                   | 0       | 0      | 52      | 0       |
| AS Monaco          | 1998–99            | 32           | 0            | 6               | 0               | 5                   | 0                   | 0       | 0      | 41      | 0       |
| AS Monaco          | 1999–00            | 24           | 0            | 12              | 0               | 5                   | 0                   | 0       | 0      | 41      | 0       |
| AS Monaco          | Łącznie            | 143          | 0            | 38              | 0               | 31                  | 0                   | 0       | 0      | 212     | 0       |
| Manchester United  | 2000–01            | 30           | 0            | 2               | 0               | 12                  | 0                   | 1       | 0      | 45      | 0       |
| Manchester United  | 2001–02            | 32           | 0            | 2               | 0               | 15                  | 0                   | 1       | 0      | 50      | 0       |
| Manchester United  | 2002–03            | 30           | 0            | 6               | 0               | 10                  | 0                   | 0       | 0      | 46      | 0       |
| Manchester United  | Łącznie            | 92           | 0            | 10              | 0               | 37                  | 0                   | 2       | 0      | 141     | 0       |
| Olympique Marsylia | 2003–04            | 20           | 0            | 11              | 0               | 9                   | 0                   | 0       | 0      | 40      | 0       |
| Olympique Marsylia | 2004–05            | 30           | 0            | 5               | 0               | 0                   | 0                   | 0       | 0      | 35      | 0       |
| Olympique Marsylia | 2005–06            | 24           | 0            | 12              | 0               | 7                   | 0                   | 0       | 0      | 43      | 0       |
| Olympique Marsylia | Łącznie            | 74           | 0            | 28              | 0               | 16                  | 0                   | 0       | 0      | 118     | 0       |
| FC Nantes          | 2006–07            | 14           | 0            | 5               | 0               | 0                   | 0                   | 0       | 0      | 19      | 0       |
| FC Nantes          | Łącznie            | 14           | 0            | 5               | 0               | 0                   | 0                   | 0       | 0      | 19      | 0       |
| Łącznie w karierze | Łącznie w karierze | 455          | 0            | 93              | 0               | 98                  | 0                   | 2       | 0      | 648     | 0       |

| Reprezentacja narodowa | Rok     | Występy | Gole |
| ---------------------- | ------- | ------- | ---- |
| Francja                |         |         |      |
| 1994                   | 1       | 0       |      |
| 1995                   | 1       | 0       |      |
| 1996                   | 2       | 0       |      |
| 1997                   | 5       | 0       |      |
| 1998                   | 12      | 0       |      |
| 1999                   | 8       | 0       |      |
| 2000                   | 11      | 0       |      |
| 2001                   | 5       | 0       |      |
| 2002                   | 9       | 0       |      |
| 2003                   | 9       | 0       |      |
| 2004                   | 10      | 0       |      |
| 2005                   | 3       | 0       |      |
| 2006                   | 11      | 0       |      |
| Łącznie                | Łącznie | 87      | 0    |

## Osiągnięcia

### Reprezentacyjne
- Mistrzostwo Świata: 1998
- Mistrzostwa Europy w piłce nożnej: 2000
- Puchar Konfederacji: 2003
- Wicemistrzostwo Świata: 2006

### Toulouse FC
- Mistrzostwo Francji kadetów: 1987

### Olympique Marsylia
- Liga Mistrzów: 1993
- Finał Pucharu UEFA: 2004

### AS Monaco
- Mistrzostwo Francji: 1997, 2000
- Superpuchar Francji: 1997

### Manchester United
- Mistrzostwo Anglii: 2001, 2003

### Indywidualne
- Najlepszy bramkarz Mistrzostw Świata: 1998
- Najlepszy bramkarz Ligue 1: 1998
- Najlepszy bramkarz na świecie według IFFHS: 2000
- Najlepszy bramkarz Europy: 1998, 2000
- Najwięcej występów w reprezentacji Francji na Mistrzostwach Świata: 17 meczów
- Najwięcej meczów na Mistrzostwach Świata z czystym kontem: 10 meczów (z Peterem Shiltonem)

### Odznaczenia
- Kawaler Legii Honorowej: 1998[16]